# Liste de jeux Commodore 64
La liste de jeux Commodore 64 répertorie les jeux commerciaux développés sur le Commodore 64 et Commodore 128.
- Haut – A
- B
- C
- D
- E
- F
- G
- H
- I
- J
- K
- L
- M
- N
- O
- P
- Q
- R
- S
- T
- U
- V
- W
- X
- Y
- Z

## 0-9
- Le 5e Axe
- 50 Mission Crush
- 221B Baker Street
- 500cc Grand Prix
- 720°
- 1789
- 1942
- 1943: The Battle of Midway

## A
- Aaargh!
- Aardvark
- ABC Monday Night Football
- Abrakadabra
- Abyss
- Accolade's Comics
- ACE - Air Combat Emulator
- ACE II
- ACE 2088
- Ace Harrier
- Ace of Aces
- Action Fighter
- Addams Family
- After Burner
- After Burner II
- After the War
- Airborne Ranger
- Airwolf
- Aliens
- Alien 3
- Alien Storm
- Alien Syndrome
- Alter Ego
- Altered Beast
- The Amazing Spider-Man
- AMC: Astro Marine Corps
- Andromeda Conquest
- Annals of Rome
- APB: All Points Bulletin
- Apollo 18
- Arcade Volleyball
- L'Arche du Captain Blood
- Archon: The Light and the Dark
- Arctic Shipwreck
- Arcticfox
- Argh!
- Arkanoid
- Arkanoid: Revenge of Doh
- L'Armure sacrée d'Antiriad
- Armalyte
- Artillery Duel
- Astérix and the Magic Cauldron
- Astérix chez Rahàzade
- Athena
- Atomic Robo-Kid
- Atomino
- Atomix
- Attack of the Mutant Camels
- Autoduel
- Avenger (clone de Space Invaders)
- Aztec

## B
- B-1 Nuclear Bomber
- B-24
- B.A.T.
- B.C.'s Quest for Tires
- Ball
- Back to the Future
- Back to the Future Part III
- Bad Dudes Vs. DragonNinja
- Badlands
- Ballblazer
- Ballistix
- Ballyhoo
- Bank Panic
- Barbarian
- Barbarian: The Ultimate Warrior
- Barbarian II: The Dungeon of Drax
- Barbie
- The Bard's Tale: Tales of the Unknown
- The Bard's Tale II: The Destiny Knight
- The Bard's Tale III: Thief of Fate
- Batman: The Caped Crusader
- Batman: The Movie
- Battallion Commander
- Battle Chess
- Battle Command
- Battle Cruiser
- The Battle For Midway
- Battle for Normandy
- Battle of Antietam
- Battle of Britain
- Battlefield Germany
- Battlefront
- BattleGroup
- Battles in Normandy
- Battles of Napoleon
- BattleTech: The Crescent Hawk's Inception
- Battlezone
- Batty
- Bazooka Bill
- Beach Volley
- Bionic Commando
- Bird Mother (1984, Creative Sparks)
- Bismarck
- Black Tiger
- Blackwyche
- Blades of Steel
- Blagger
- Blasteroids
- Blockout
- Blood Brothers (jeu C64)
- Blood Money
- Blue Max
- Blue Powder, Grey Smoke
- Blue Print
- Blues Brothers, The
- Blueberry : Le Spectre aux balles d'or
- Bobsleigh
- Bomb Jack
- Bombuzal
- Bonanza Bros.
- Bop'n Rumble
- Bop'n Wrestle
- Borrowed Time
- Boulder Dash
- Boulder Dash II
- Bounzy
- Breakthrough in the Ardennes
- Broadsides
- Bruce Lee
- Bubble Bobble
- Bubble Ghost
- Buck Rogers: Countdown to Doomsday
- Burgertime
- Budokan: The Martial Spirit
- Buggy Boy
- Bump 'n' Jump
- BurgerTime
- Burp Construction Kit

## C
- Cabal
- California Games
- Captain Fizz Meets the Blaster-Trons
- Carrier Command
- Carrier Force
- Carriers at War 1941-1945: Fleet Carrier Operations in the Pacific
- Cartels and Cutthroats
- Castle Master
- Castle Wolfenstein
- Castlevania
- Cauldron
- Cauldron II : La Citrouille contre-attaque
- Caveman Ugh-Lympics
- Centipede
- Champions of Krynn
- Championship Baseball
- Championship Boxing
- Championship Lode Runner
- Championship Sprint
- Chase H.Q.
- Chase H.Q. II: Special Criminal Investigation
- Chip's Challenge
- Choplifter
- Chuck Rock
- Chuckie Egg
- Clowns
- Cliffhanger
- Cluedo
- Colonial Conquest
- Colossal Adventure
- The Colour of Magic
- Combat Crazy
- Combat Leader
- Commando
- Commando Lybia
- Computer Ambush
- Computer Baseball
- Computer Edition of Risk, The: The World Conquest Game
- Computer Edition of Waddingtons Monopoly, The
- Computer Quarterback
- Conflict in Vietnam
- Congo Bongo
- Contra
- The Cosmic Balance
- Countdown to Shutdown
- Crack Down
- Crazy Cars
- Crazy Cars II
- Crazy Cars III
- Crazy Kong
- Creatures
- Creatures 2: Torture Trouble
- Crisis Mountain
- Crusade in Europe
- Crush Crumble and Chomp!
- Crystal Castles
- Curse of the Azure Bonds
- Cutthroats
- Cyberball

## D
- Dallas Quest
- Dambusters, The
- Danse macabre
- Dark Castle
- David's Midnight Magic
- Deadline
- Death Knights of Krynn
- Death Star Interceptor
- Decision in the Desert
- Decisive Battles of the American Civil War: Volume I
- Decisive Battles of the American Civil War: Volume III
- Defender of the Crown
- Déjà Vu (jeu vidéo)
- Delta
- Demolition
- Demon's Winter
- Depthcharge
- Deux Ex Machina
- Dick Tracy
- Die Hard (1989)
- Die Hard (1991)
- Dig Dug
- Donald Duck's Playground
- Donkey Kong
- Double Dragon
- Double Dragon II: The Revenge
- Double Dragon III: The Rosetta Stone
- Dracula
- Dragon Breed
- Dragon Skulle
- Dragon Wars
- Dragonfire II
- Dragonriders of Pern
- Dragons of Flame
- DragonStrike
- Dragon's Lair
- Dreadnoughts
- Drol
- DuckTales: The Quest for Gold
- Dynasty Wars

## E
- Eagles
- The Eidolon
- Elevator Action
- Elite
- Enchanter
- Entombed
- EOS: Earth Orbit Stations
- ESWAT: Cyber Police
- The Eternal Dagger
- Eurêka!
- Europe Ablaze
- Everest Ascent
- Exile
- Exolon
- Express Raider
- Extreme

## F
- F-15 Strike Eagle
- F-16 Combat Pilot
- Faery Tale Adventure, The
- Fairlight
- Falcon Patrol
- Falcon Patrol II
- Falklands '82
- Fall Gelb (jeu vidéo)
- Fall Guy, The
- Family Feud
- Fantastic Dizzy
- Fantasy World Dizzy
- Field of Fire
- Fighter Command (jeu vidéo)
- Fighter Pilot
- Fighting Soccer
- Final Blow
- Final Fight
- Fire and Forget 2
- Fire King
- First Over Germany
- First Samurai
- Flight Simulator
- Floyd of the Jungle
- Forbidden Forest
- Forgotten Worlds
- Fort Apocalypse
- Fortress
- Frankie goes to Hollywood
- Frantic Freddie
- Friday the 13th
- Frogger
- Future Knight

## G
- G-LOC: Air Battle
- Galactic Games
- Galactic Gladiators
- Galaxian
- Galaxy Force II
- Galdregon's Domain
- Game Over
- Gaplus
- Gateway to the Savage Frontier
- GATO (jeu vidéo)
- Gauntlet
- Gauntlet II
- Gauntlet II
- Gemstone Healer
- Gemstone Warrior
- Geopolitique 1990
- Germany 1985
- Gettysburg: The Turning Point
- Ghobots
- Ghostbusters
- Ghostbusters II
- Ghosts'n Goblins
- Ghouls'n Ghosts
- Golden Axe
- Goldrunner
- Goofy's Railway Express
- The Goonies
- Gorf
- Grand Fleet (jeu vidéo)
- Great Courts
- The Great Escape (jeu vidéo, 1986)
- Great Giana Sisters, The
- Green Beret
- Gremlins 2: The New Batch
- Gryphon
- Guerrilla War
- Gumball (jeu vidéo)
- Gunship
- Gyruss

## H
- H.E.R.O.
- Habitat
- Halls of Montezuma
- Hard Drivin'
- HardBall!
- Harrier Attack
- Head over Heels
- Heart of Africa
- Heartlight
- Henry's house
- Hero
- Heroes of the Lance
- HeroQuest
- Hillsfar
- The Hitchhiker's Guide to the Galaxy
- The Hobbit
- Hollywood Hijinx
- Hollywood Poker
- Hunchback
- The Hunt for Red October (1987) - jeu inspiré du roman
- The Hunt for Red October (1990) - jeu inspiré du film
- Hyper Dyne Side Arms
- Hyper Sports

## I
- I, Ball
- Ikari Warriors
- Ikari Warriors Part II : Victory Road
- Imperium Galactum
- Impossible Mission
- Impossible Mission II
- Infernal Runner (1985, Loriciels)
- International Ice Hockey
- International Karate
- International Basketball
- International Soccer
- International Tennis
- Indiana Jones in the Lost Kingdom (1984, Mindscape)
- Indiana Jones and the Fate of Atlantis
- Indiana Jones and the Last Crusade: The Action Game
- Indiana Jones and the Temple of Doom
- Infernal Runner
- Infiltrator II
- Iron Lord
- Island

## J
- Jackal
- James Pond 2: Codename RoboCod
- Jawbreaker
- Jeep Command
- Jet Set Willy
- John Elway's Quarterback
- John Madden Football
- Jordan vs. Bird: One-on-One
- Jr. Pac-Man
- J. R. R. Tolkien's War in Middle Earth
- Jumpman
- Jumpman Junior
- Jungle Hunt
- Juno First
- Jupiter Lander

## K
- Kaiser
- Kampfgruppe (jeu vidéo)
- Karate Champ
- Karateka
- Karnov
- Katakis
- Kennedy Approach
- Kenny Dalglish Soccer Manager
- Kentucky Racing
- Kickman
- Kick Off
- King's Bounty
- Klax
- Knight Games
- Knight Rider (jeu vidéo, 1986)
- Knights of the Desert
- Koronis Rift
- Krakout
- Kung Fu Master

## L
- Labyrinth: The Computer Game
- Laser Squad
- Last Battle
- Last Duel: Inter Planet War 2012
- The Last Ninja
- The Last Ninja 3
- Laser Squad
- Law of the West
- Lazarian
- Le Mans
- Leather Goddesses of Phobos
- Led Storm
- Legacy of the Ancients
- The Legend of Kage
- Legionnaire
- Lemmings
- Little Computer People
- Little Puff in Dragonland
- The Living Daylights
- Lode Runner
- Loopz
- Lords of Conquest
- The Lords of Midnight
- Lotus Esprit Turbo Challenge
- The Lurking Horror

## M
- M.U.L.E.
- Macadam Bumper
- MacArthur's War: Battles for Korea
- Mandragore (jeu vidéo)
- Maniac Mansion
- Manic Miner
- Manoir de Mortevielle, Le
- Marble Madness
- Marche à l'ombre (jeu vidéo)
- Mario Bros.
- Mars Saga
- Masters of the Universe
- Matterhorn Screamer!
- Mayhem in Monsterland
- McDonaldland (jeu vidéo)
- Mean Streets
- Mech Brigade
- Medieval Lords: Soldier Kings of Europe
- Menace
- Mercenary (jeu vidéo)
- Mercs
- Metal Gear (jeu vidéo)
- Metro-Cross
- Meurtre à grande vitesse
- Miami Vice
- Mickey Mouse: The Computer Game
- Mickey's Space Adventure
- Microprose Soccer
- Midnight Resistance
- Midway Campaign
- Mig Alley Ace
- Might and Magic: The Secret of the Inner Sanctum
- Might and Magic II: Gates to Another World
- Mighty Bomb Jack
- Modem Wars
- Moebius: The Orb of Celestial Harmony
- Mondu's Fight Palace
- Moon Patrol
- Moonmist
- Mountain King
- Ms. Pac-Man
- Myth: History in the Making

## N
- Nam (jeu vidéo)
- NARC
- Narco Police
- Navy Seals
- Nebulus
- Necromancer
- Nether Earth
- Neuromancer
- New Zealand Story
- Newcomer
- Newsroom, The
- Nigel Mansell's World Championship
- Night Mission Pinball
- Ninja Spirit
- Ninja Warriors, The
- Nitroglycérine (jeu vidéo)
- Nord and Bert Couldn't Make Head or Tail of It
- North and South
- North Atlantic Convoy Raider
- Norway 1985
- Nukewar

## O
- Ogre (jeu vidéo)
- Oméga : Planète Invisible
- Omega (jeu vidéo, 1989)
- Omega Race
- Operation Jupiter
- Operation Market Garden (jeu vidéo)
- Operation Thunderbolt
- Operation Whirlwind
- Operation Wolf
- Ortotris
- Out Run
- OutRun II
- Overlander
- Overrun!

## P
- Pac-Land
- Pac-Man
- Pac-Mania
- Pang
- Panzer Battles
- Panzer Grenadier (jeu vidéo)
- Panzer Strike
- Panzer-Jagd
- Paperboy
- Paradroid
- Parthian Kings
- Patton Versus Rommel
- Pawn, the
- Pegasus Bridge (jeu vidéo)
- Pengo (jeu vidéo)
- Peter Shilton's Handball Maradona
- Phalsberg
- Phantasie
- Phantasie II
- Phantasie III
- Pharaoh's Curse
- Pinball Construction Set
- Pirates!
- Pit-Fighter
- Pitfall!
- Pitfall II: Lost Caverns
- Pitstop
- Pitstop II
- Planetfall
- Platoon (jeu vidéo, 1987)
- Plotting
- Plundered Hearts
- Pogo Joe
- Pole Position
- Pole Position II
- Pool of Radiance
- Pooyan
- Popeye (jeu vidéo)
- Predator
- Predator 2
- President Elect
- President Is Missing, The
- The Price Is Right (jeu vidéo)
- Probotector (jeu vidéo, 1987)
- Professional Tour Golf
- Project Firestart
- Project Stealth Fighter
- Psycho Soldier
- Puffy's Saga
- Puzznic

## Q
- Q*bert
- Qix
- Questron
- Questron II

## R
- R-Type
- Racing Destruction Set
- Radar Rat Race
- Raid on Bungeling Bay
- Raid over Moscow
- Rails West!
- Rainbow Islands: The Story of Bubble Bobble 2
- Rambo First Blood Part II
- Rambo III
- Rampage
- Rampart
- Rastan
- RDF 1985
- Reach for the Stars
- Realms of Darkness
- Rebel Charge at Chickamauga
- Red Storm Rising
- Renaud : Marche à l'ombre
- Renegade (jeu vidéo)
- Rescue on Fractalus!
- Revenge of the Mutant Camels
- Revs
- Rick Dangerous
- Rings of Zilfin
- Ringside Seat
- River Raid
- Roadwar 2000
- Roadwar Europa
- Robin Hood
- RoboCop
- RoboCop II
- Robotron: 2084
- Rocket Ranger
- Rocky Horror Picture, The
- Rommel: Battles for North Africa
- Russia: The Great War in the East 1941-1945

## S
- Sammy Lightfoot
- Satan's Hollow
- Saboteur
- Sea Wolf
- The Seven Cities of Gold
- Seventh Fleet
- Sex Games
- Sex Games II
- Shamus
- Shao-Lin's Road
- Shadow Warriors
- Silent Service
- SilkWorm
- Sim City
- Sinbad and the Throne of the Falcon
- Skateball
- Skate or Die
- Skyfox
- Skyfox II: The Cygnus Conflict
- Sky Shark
- Slamball
- Smash TV
- Snokie
- Sokoban
- Soldier of Light
- Solo Flight
- Space Harrier
- Space Taxi
- Spare Change
- Speedball
- Speedball 2: Brutal Deluxe
- Spy Hunter
- Spy's Demise
- Spy vs. Spy
- Standing Stones
- Starcross
- Starflight
- Star Commando
- Star Fleet I
- Star Trek
- Star Wars
- Stealth
- Street Fighter
- S.T.U.N. Runner
- Stunt Car Racer
- Styx
- Summer Games
- Super Bunny
- Super Pipeline
- Super Space Invaders
- Super Sprint
- Super Zaxxon
- Suspended

## T
- Tapper
- TechnoCop
- Teenage Mutant Hero Turtles: The Coin-Op!
- Terminator 2
- Test Drive
- Thanatos
- Three Stooges, The
- Train, The: Escape to Normandy
- Threshold
- Thunder Blade
- Total Recall
- Toy Bizarre
- Trolls and Tribulations
- Turbo 64
- Turrican
- Turrican II: The Final Fight

## U
- Ultima I
- Ultima II
- Ultima III
- Ultima IV
- Ultima V
- Ultima VI
- Ulysses and the Golden Fleece
- Up'n Down

## V
- Vigilante
- Volfied

## W
- War in the South Pacific
- War of the Lance
- Warship
- Way of the Exploding Fist, The
- Wayout
- West Bank
- Where in the World is Carmen Sandiego?
- Where in Time is Carmen Sandiego?
- Who Dares Wins
- Winter Games
- Wizard's Crown
- Wizard of Wor
- Wizball
- Wonder Boy
- World Class Leader Board
- World Games
- Worms?

## X
- X-Men: Madness in Murderworld
- Xenon
- Xevious
- X-Out

## Y
- Yie Ar Kung-Fu
- Yie Ar Kung-Fu II

## Z
- Zak McKracken and the Alien Mindbenders
- Zaxxon
- Zaxxon II
- Zombi
- Zork I: The Great Underground Empire
- Zork II: The Wizard of Frobozz
- Zork III: The Dungeon Master
- Zork Quest I: Assault on Egreth Castle
- Zork Quest II: The Crystal of Doom

- Haut – A
- B
- C
- D
- E
- F
- G
- H
- I
- J
- K
- L
- M
- N
- O
- P
- Q
- R
- S
- T
- U
- V
- W
- X
- Y
- Z